# De nuevos a viejos
De nuevos a viejos es el nombre del segundo álbum de estudio del dúo de reguetón Wisin & Yandel. Fue publicado en noviembre de 2001 bajo el sello Fresh Production.
Cuenta con sencillos como «En busca de ti», «Pegate» y «La rockera». El álbum alcanzó la posición 12 en la lista Latin Pop y la posición 35 en Top Latin Albums. También fue nominado para un premio Billboard de la Música Latina.

## Lista de canciones
| N.º   | Título                 | Duración |  |
| 1.    | «Intro»                | 0:48     |  |
| 2.    | «Me quieren ver mal»   | 3:07     |  |
| 3.    | «La sata»              | 3:25     |  |
| 4.    | «Se desvelan»          | 2:29     |  |
| 5.    | «Pégate»               | 2:50     |  |
| 6.    | «La calle»             | 2:49     |  |
| 7.    | «La rockera»           | 2:44     |  |
| 8.    | «Espejos negros»       | 3:07     |  |
| 9.    | «Quiero verte bailar»  | 2:36     |  |
| 10.   | «Complaceme»           | 3:10     |  |
| 11.   | «En busca de ti»       | 2:48     |  |
| 12.   | «Dios no me abandones» | 2:43     |  |
| 13.   | «Sensual te ves»       | 3:56     |  |
| 36:32 |                        |          |  |

## Posicionamiento
| Listas (2001)                     | Mejor posición |
| --------------------------------- | -------------- |
| Estados Unidos (Latin Pop Albums) | 12             |
| Estados Unidos (Top Latin Albums) | 26             |